# 부트로스 갈리

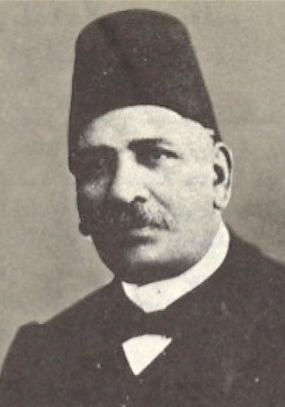
부트로스 갈리

부트로스 갈리(1846년 ~ 1910년 10월 20일, 아랍어: بطرس غالى)는 이집트의 제18대 총리(1908년 ~ 1910년)로 콥트교 신자였다. 데쉬와이 사건과 친영국 정책 등으로 인해 1910년 10월 20일 영국에 거주하던 젊은 약리학 졸업생 이브라힘 나시프 알 왈다니에 의해 암살되었다. 유엔 사무총장을 역임한 부트로스 부트로스갈리는 그의 손자이다.